# Straat (verharde weg)

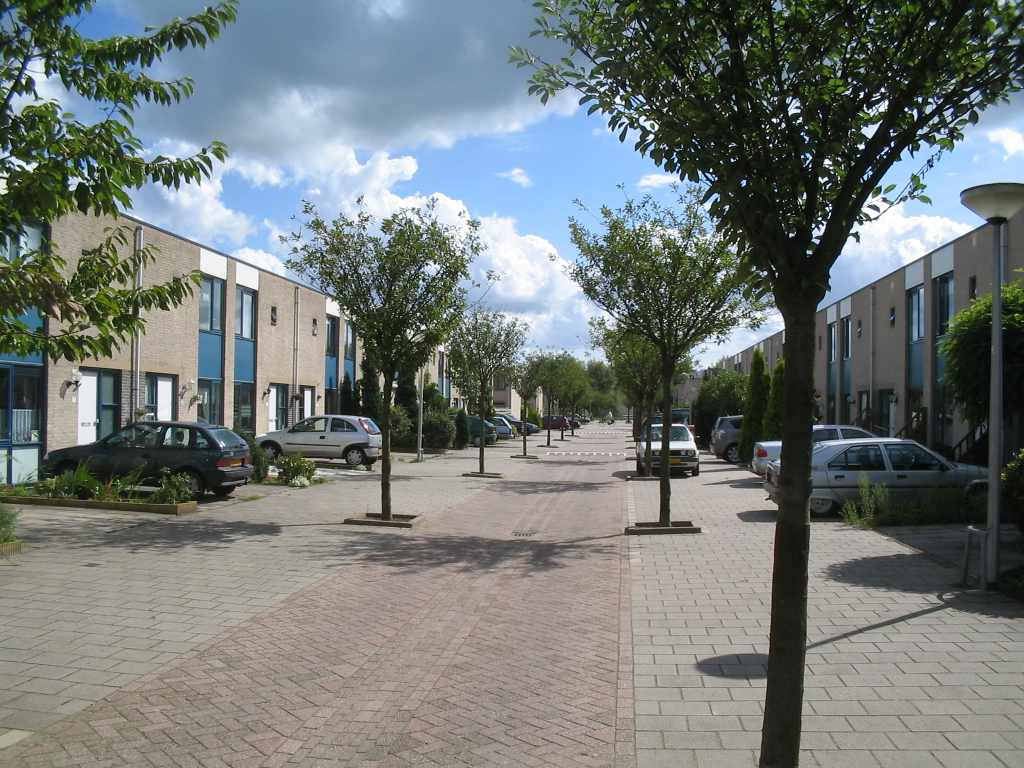
Een straat in een woonwijk van Delft

Een straat (uit het Latijn (via) strata) is een verharde weg.
Omdat verharde wegen veel in steden voorkwamen, heeft de aanduiding straat een urbane klank. Veel adressen eindigen dan ook op straat.
De wegen (de verbindingen tussen de plaatsen) waren vaak onverhard. Werden ze verhard sprak men in Nederland van straatweg (bijvoorbeeld Amsterdamsestraatweg) en in België van steenweg. Deze samentrekkingen zijn dus geen pleonasme.